# Fostul Hotel Pallace din Craiova
Fostul Hotel Pallace din Craiova este un monument istoric aflat pe teritoriul municipiului Craiova. Conform datelor de arhivă existente, edificiul fostului Hotel Palace a fost construit după planurile arhitectului Otto Hesselmann-Carada (1880-1946), inginer-arhitect al Craiovei (1907-1910) și inginer șef al Primăriei Craiova din 1914.

## Descriere
Fostul hotel este construit în stilul neoromânesc, un stil arhitectural apărut la sfârșitul secolului al XIX-lea în România, inițial rezultatul încercărilor de a găsi un stil arhitectural specific românesc. 
Pentru a îndeplini utilitatea de hotel, clădirea a fost concepută în maniera specifică pentru majoritatea hotelurilor de la începutul secolului XX din București (cum sunt Casa Capșa, Athénée Palace Hilton, sau Grand Hôtel du Boulevard). 
La fel ca exemplele din București date, hotelul a fost construit pe colț, cu două fațade principale și intrări și apartamente situate chiar pe colțul clădirii.